# Gare de Limoux
Ne doit pas être confondu avec Halte de Limoux-Flassian.
La gare de Limoux est une gare ferroviaire française de la ligne de Carcassonne à Rivesaltes, située à proximité du centre-ville de Limoux, dans le département de l'Aude, en région Occitanie.
Elle est mise en service en 1876 par la Compagnie des chemins de fer du Midi.
C'est une gare de la Société nationale des chemins de fer français (SNCF), desservie par des trains TER Occitanie.

## Situation ferroviaire
Établie à 172 mètres d'altitude, la gare de Limoux est située au point kilométrique (PK) 373,345 de la ligne de Carcassonne à Rivesaltes, entre la halte de Limoux-Flassian et la gare d'Alet-les-Bains. En direction d'Alet-les-Bains, s'intercale la gare fermée de Massia.
Ancienne gare de bifurcation elle est l'aboutissement de la ligne de Pamiers à Limoux (fermée).

## Histoire

### Gare Midi
La gare de Limoux, terminus provisoire, est mise en service officiellement le 17 juillet 1876 par la Compagnie des chemins de fer du Midi et du Canal latéral à la Garonne, lorsqu'elle ouvre à l'exploitation la section de Carcassonne à Limoux de sa ligne de Carcassonne à Rivesaltes. De son ouverture à la fin de l'année 1876 la recette de la gare est de 117 020 francs, dont 74 401 fr pour le service des voyageurs, 7 297 francs pour le transport des marchandises Grande vitesse et 35 322 fr pour celui de la Petite vitesse.
Des l'origine, la gare comporte des voies de service pour les voitures et les wagons de marchandises. Elle est également équipée d'une remise pour des locomotives à vapeur et d'un château d'eau. Elle devient gare de bifurcation avec la mise en service de la ligne de Pamiers à Limoux le 26 juin 1898.

La gare vers 1910
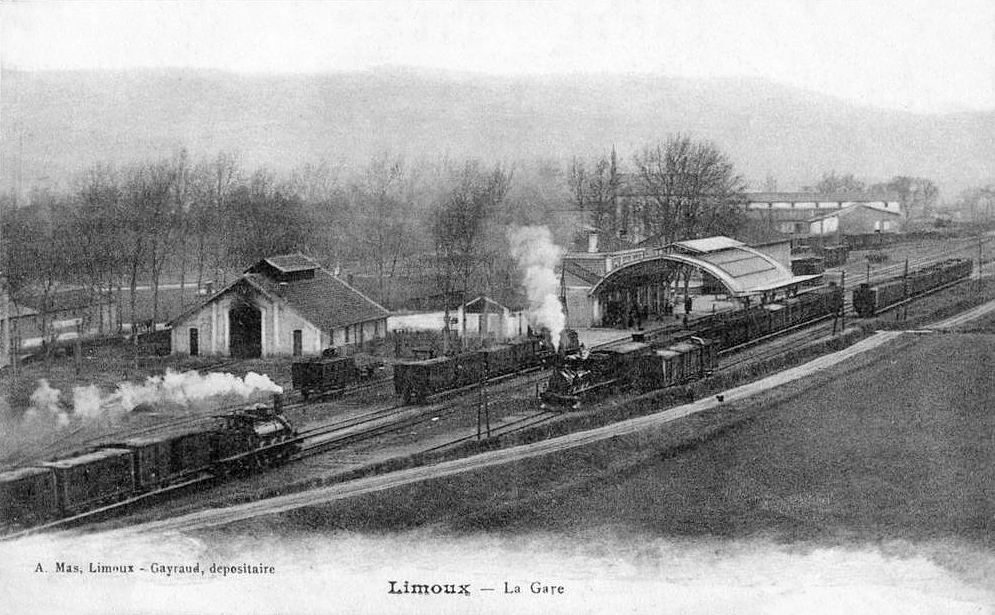
Vue d'ensemble.
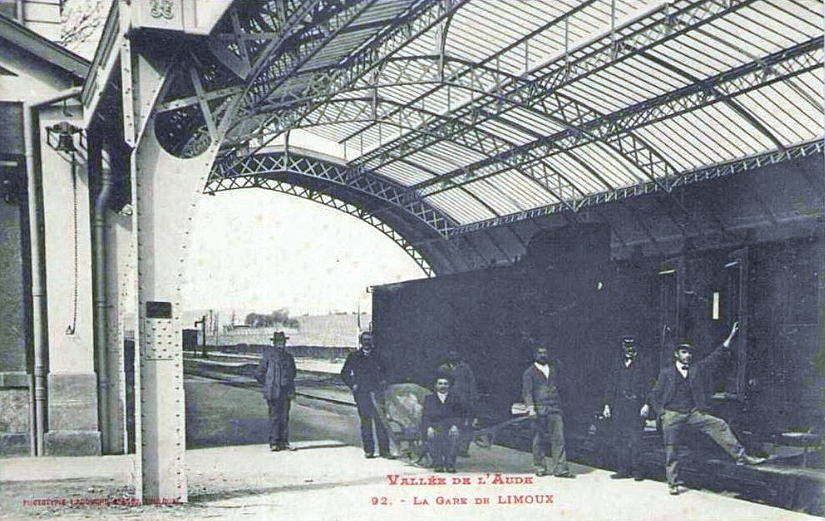
Sous la verrière.

### Gare SNCF
En juin 1976, les cent ans de la ligne sont fêtés en gare de Limoux, avec notamment une exposition du matériel roulant ferroviaire.
En 2013, six aller-retours quotidiens entre Carcassonne et Limoux en semaine. Le service ferroviaire entre Carcassonne et Limoux (ou Quillan) est assuré, depuis septembre 2000, par les autorails X 73500. Avant cela, il était assuré par les autorails X 2100 et X 2200.

## Fréquentation
De 2015 à 2023, selon les estimations de la SNCF, la fréquentation annuelle de la gare s'élève aux nombres indiqués dans le tableau ci-dessous.
| Année               | 2015  | 2016  | 2017  | 2018  | 2019  | 2020  | 2021   | 2022   | 2023   |
| ------------------- | ----- | ----- | ----- | ----- | ----- | ----- | ------ | ------ | ------ |
| Nombre de voyageurs | 6 786 | 7 119 | 6 259 | 4 776 | 7 516 | 7 083 | 17 568 | 28 250 | 58 021 |

## Service des voyageurs

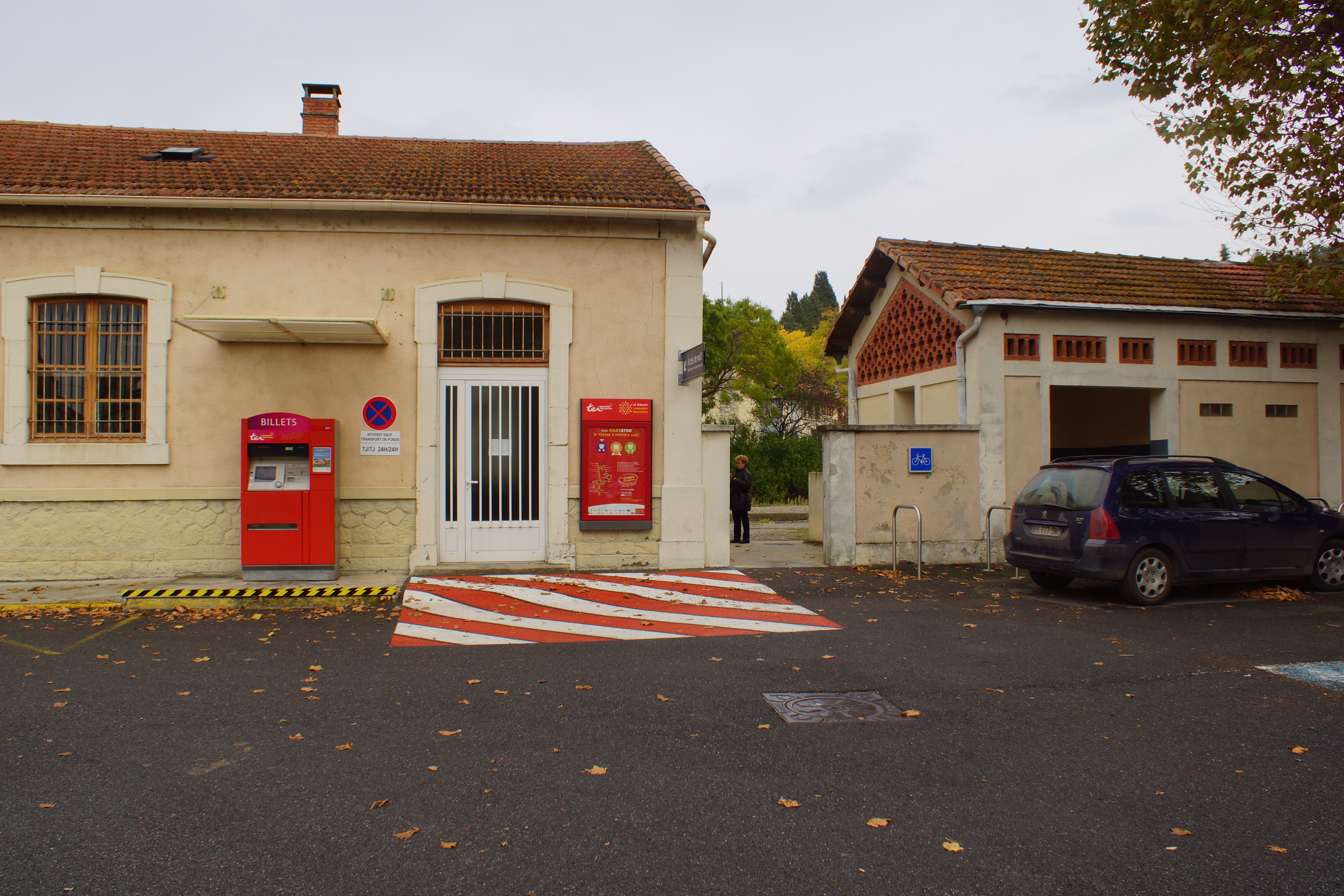
Automate et accès aux quais.

### Accueil
Gare SNCF, elle dispose d'un bâtiment voyageurs, avec guichet, ouvert du lundi au vendredi, fermé les samedis, dimanches et jours fériés. Elle est équipée d'automates pour l'achat de titres de transport TER.

### Desserte
Limoux est desservie par des trains TER Occitanie à destination et en provenance de Carcassonne.

### Intermodalité
Un parc pour les vélos et un parking pour les véhicules y sont aménagés. 
Des cars TER Languedoc-Roussillon complètent la desserte de la gare avec une ligne de Carcassonne à Quillan, via Limoux.

Voies et quais de la gare
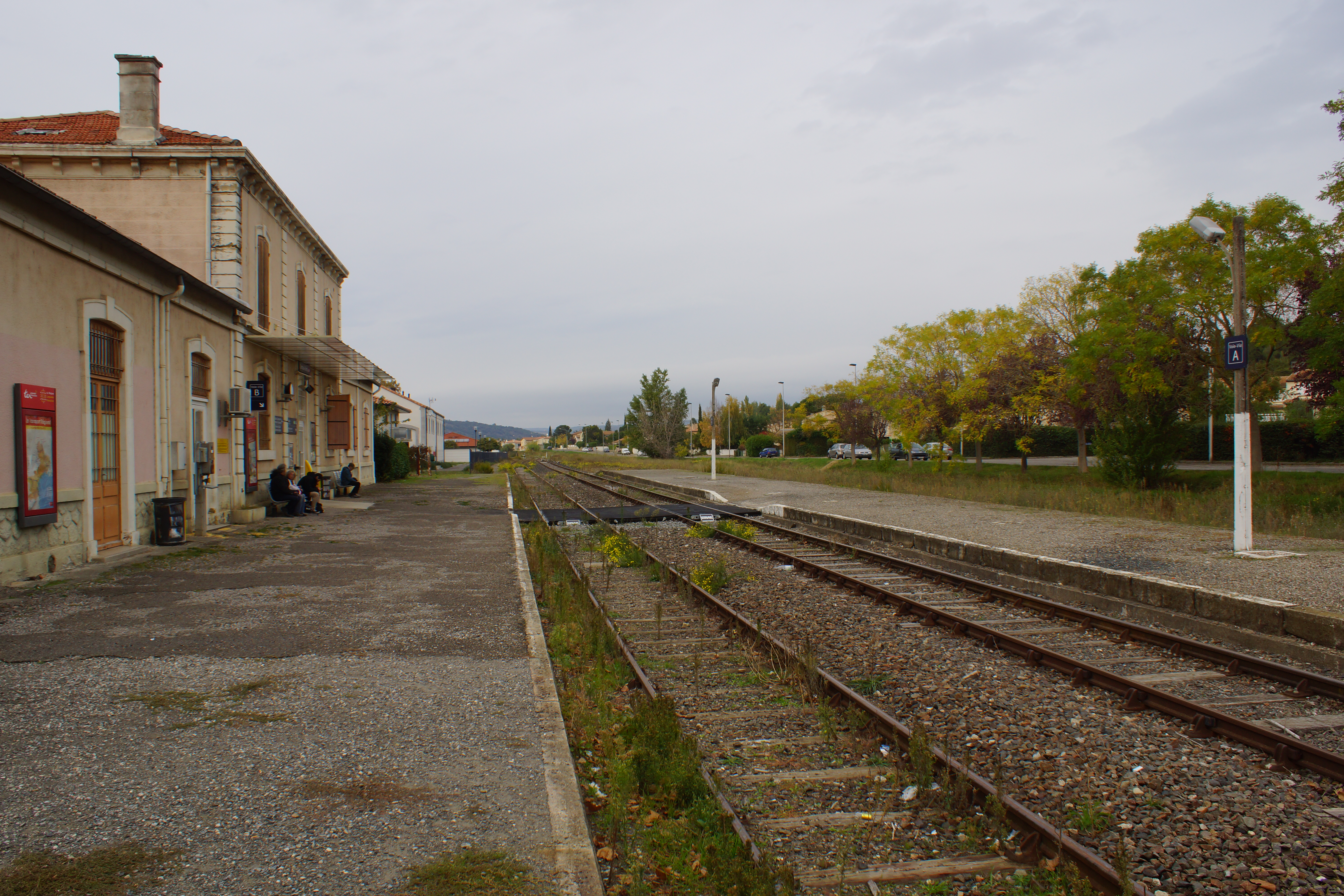
Direction de Carcassonne.
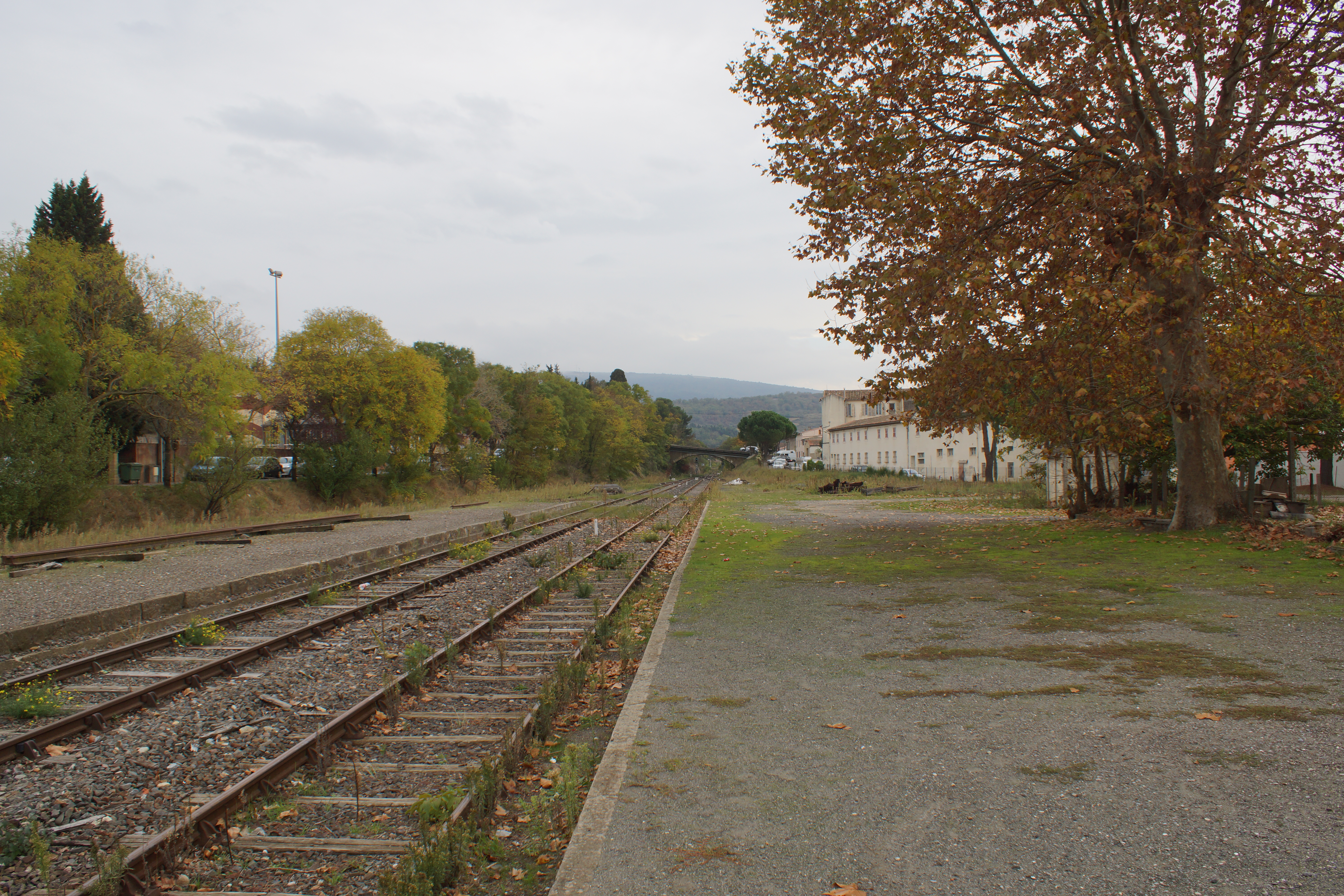
Direction de Quillan.